# Wakken
Wakken is een dorp in de Belgische provincie West-Vlaanderen en een deelgemeente van Dentergem, het was een zelfstandige gemeente tot aan de gemeentelijke herindeling van 1977. Wakken ligt in het oosten van de provincie, nabij de samenvloeiing van de Leie en de Mandel.

## Geschiedenis
Een wak was vroeger een erg drassige plek. De gemeentenaam zou afkomstig zijn van 'wack-hem' (vochtige woonplaats). Dassonville meent dat 'Wackinna' een Romaanse meervoudsvorm is met als betekenis: grond behorend tot iets dat de naam draagt beginnend met 'wak', de naam van ofwel een persoon, ofwel een rivier.
Wakken is een van de zeven oudste parochies in West-Vlaanderen. In 791 vermeldde een charter voor de eerste keer Wakken: “in villa noncupante UUackinio”. De gemeentenaam veranderde nadien meerdere keren: Wackine (870), Wackinna (1010), Wachines (1183), Wackene (1351), Wacken (1467) en uiteindelijk sinds 1915 Wakken. In de middeleeuwen was het een stad zonder poorten. De heerlijkheid Wakken was lange tijd eigendom van de Heren van Harelbeke. Van 1480 tot 1707 was het hof van Wackene de residentie van een tak van de Bourgondiërs, de familie Bourgondië-Wackene. Een bastaardzoon van Filips de Goede, Antoon l van Bourgondië verbleef in 1480 in Wakken. Zijn zoon, Antoon II van Bourgondië huwde met de dochter van Andries Andriessen, ridder en Heer van Wakken. Hun zoon, Anthon van Bourgondië verwierf de titel van onder meer gouverneur van Zeeland, Viceadmiraal van Vlaanderen en buitengewoon afgezant van koning Filips II. Het kasteel van Wakken was een echt met parken omgeven paleis, waar grootse feesten en ontvangsten plaatsvonden. In 1614 werd de heerlijkheid Wakken tot baronie en in 1626 tot graafschap verheven. Tot 1823 had Wakken een eigen arrondissement. Sindsdien behoort het tot het arrondissement Tielt.
Sinds 1977 behoort Wakken tot de fusiegemeente Dentergem.

## Demografische ontwikkeling
- Bronnen:NIS, Opm:1831 tot en met 1970=volkstellingen; 1976 = inwoneraantal op 31 december

## Natuur en landschap
Wakken ligt in Zandlemig Vlaanderen en in het dal van de Leie. De hoogte varieert tussen 12 en 15 meter. Ten zuidwesten van Wakken stroomt de Mandel in de richting van de Leie. Een belangrijk natuurgebied is het Provinciaal Domein Baliekouter, dat ten noordwesten van Wakken in het dal van de Mandel ligt.

## Bezienswaardigheden
- De driebeukige classicistische Sint-Pieter en Sint-Catharinakerk (1790 tot 1794)
- Het neoclassicistische Kasteel van Wakken
- Het geboortehuis van Joris Van Severen (Molenstraat 28)
- Historisch marktplein: het dorpsgezicht is beschermd
- Sint-Catharina van Wakken
- De Goethalsmolen

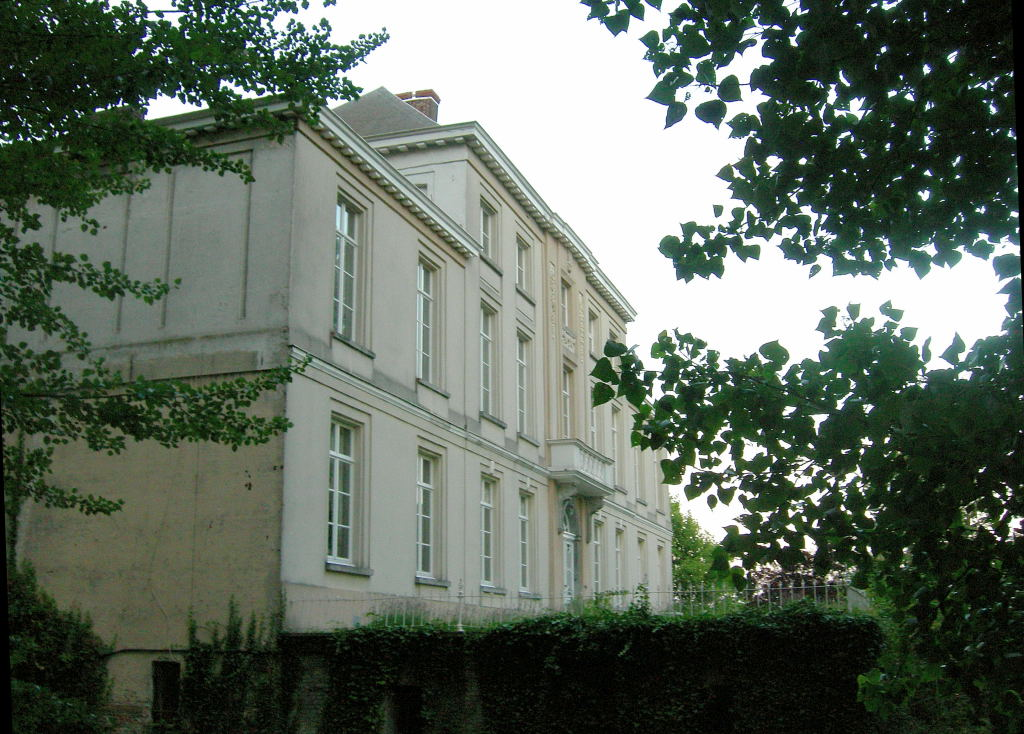
Kasteel van Wakken
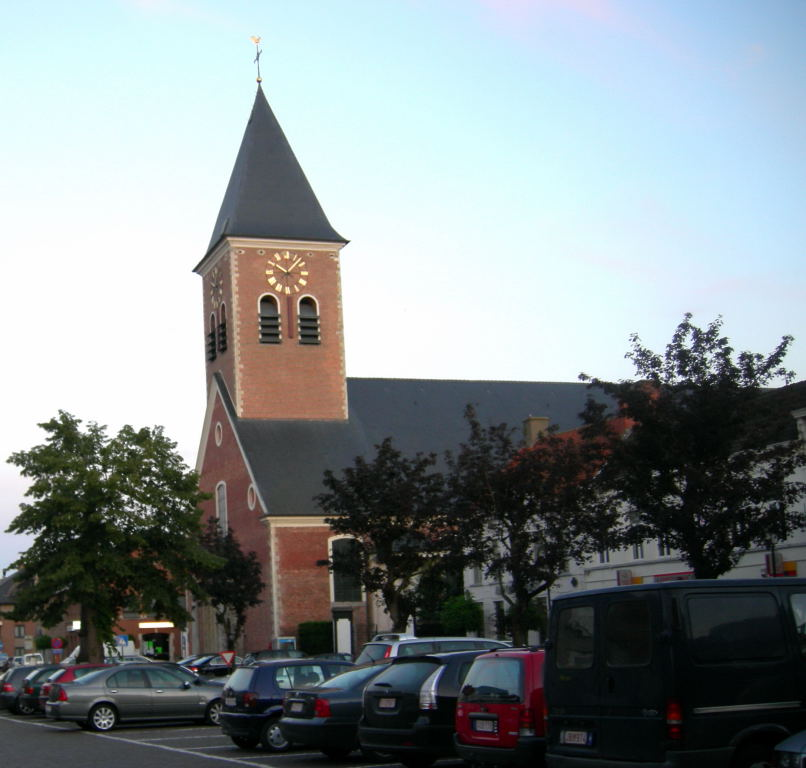
Sint-Pieter-en-Sint-Catharinakerk
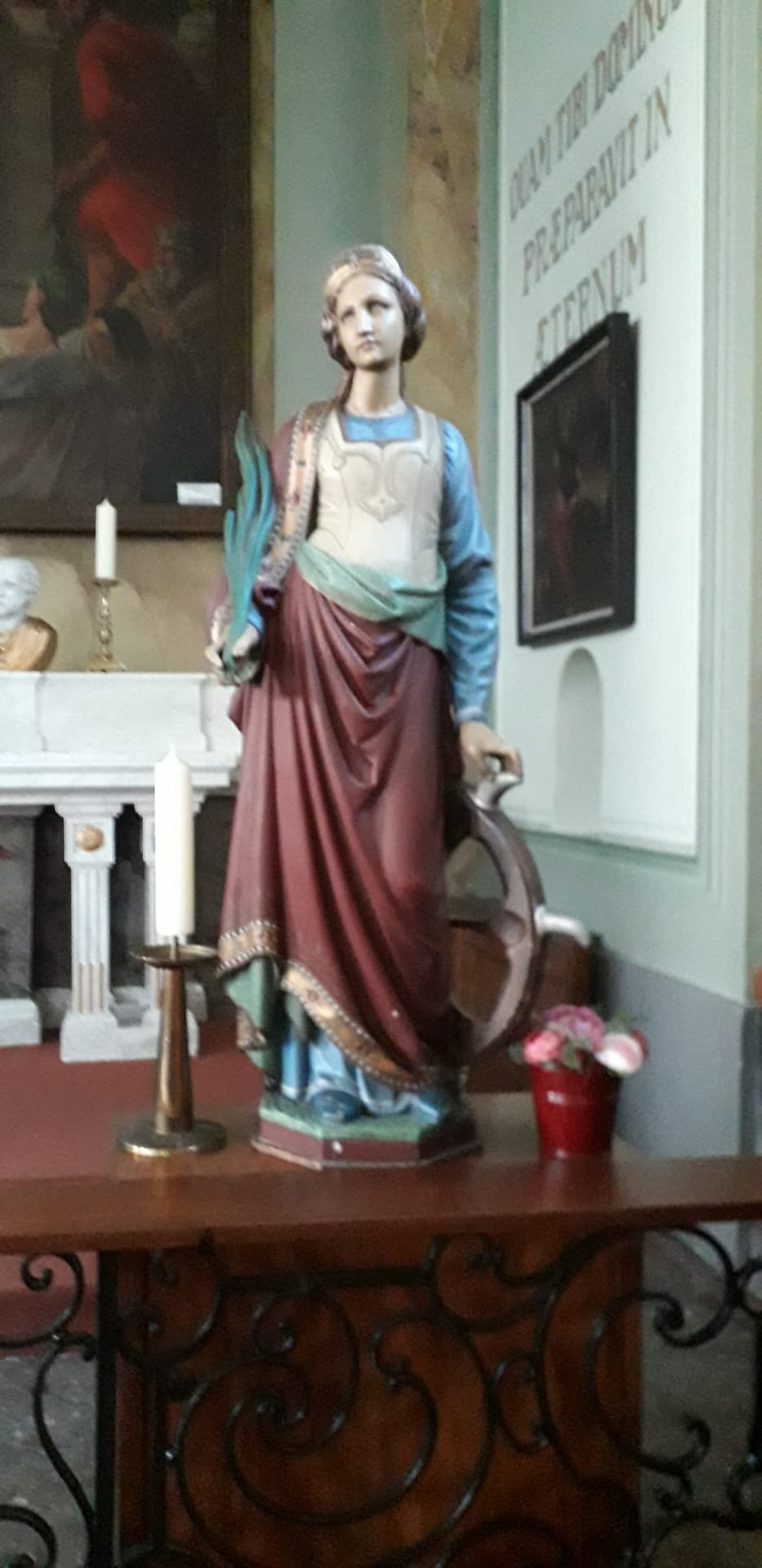
Sint Catharina

## Politiek
Wakken had een eigen gemeentebestuur en burgemeester tot de fusie van 1977. Burgemeesters waren:
- 19e eeuw: Jean Gheerbrant (°1778-+1871)[1][2][3]
- 1854-1881: Edmond Gheerbrandt (°1815-+1881)[4][5]
- 1881?-1888-1895-1900?: ??? D'huvetter (°18??-+19??)[6]
- 1882 Henri Decapmaker (°1842-+1907)
- 1900-1908: Gustave Kervyn de Lettenhove (°1844-+1934)
- 1908-1911: Edmond Van Severen (°1860-+1947)[7][8][9]
- 1912-1926: Gustave Kervyn de Lettenhove (°1844-+1934)[10]
- 1926-1940?: Firmin Roelandts (°1864-+1940)[11]
- 1940?-1947?: ?
- 1947-1954: Jules Verstaen (°1890-+1954)[12][13]
- 1954?-1976: Camiel Cluyse (°1924-+1991)[14]

## Sport
In Wakken speelde voetbalclub KFC Wakken. De oude club was al sinds de jaren 20 aangesloten bij de KBVB en speelde in de provinciale reeksen, maar verdween in 2011.

## Bekende Wakkenaren

### Geboren in Wakken
- Jodocus Hondius (1563-1612), cartograaf, drukker en humanist
- Petrus Judocus de Borchgrave (1758-1819), belastingontvanger, Vlaams dichter (o.a. Ode aan de Vryheid, 1790) en rederijker
- Joris Van Severen (1894-1940), stichter en leider van het Verdinaso
- Luc Verbeke (1924-2013), Vlaams dichter, schrijver, flamingant en medestichter van het Komitee voor Frans-Vlaanderen
- Gwij Mandelinck (1937-2024), Vlaams dichter

### Verbleven in Wakken
- Hugo Verriest (1840-1922), Vlaams priester, schrijver, redenaar en cultuurflamingant
- Modest Huys (1874-1932), kunstschilder

## Nabijgelegen kernen
Oeselgem, Markegem, Sint-Baafs-Vijve